# Рейъдър
Рѐйъдър (на английски: Rhayader, произнася се ['ɹeɪədə]; на уелски: Rhaeadr Gwy, Ра̀йадър Гуѝ) е град в Централен Уелс, графство Поуис. Разположен е около река Уай на около 90 km на север от столицата Кардиф. Селското стопанство и туризма са основните отрасли на икономиката на града. В Рейъдър на 21 януари 1940 г. е измерена най-ниската температура в Уелс (-23.3 °C, -10 °F). Имал е жп гара до 1963 г. Населението му е 2775 жители според данни от преброяването през 2001 г.